# Serious Moonlight (Live '83)
Serious Moonlight (Live '83) è un album live del cantautore britannico David Bowie, registrato il 12 settembre 1983 a Vancouver, Canada, durante il Serious Moonlight Tour in supporto all'album Let's Dance, venne pubblicato nel 2018 come parte del cofanetto Loving the Alien (1983-1988), per poi essere pubblicato separatamente l'anno successivo.

## Tracce
CD1
1. Look Back in Anger – 3:07
2. "Heroes" – 4:53
3. What In The World – 3:44
4. Golden Years – 3:31
5. Fashion – 2:43
6. Let's Dance – 4:34
7. Breaking Glass – 3:00
8. Life on Mars? – 4:07
9. Sorrow – 2:49
10. Cat People (Putting Out Fire) – 4:20
11. China Girl – 5:27
12. Scary Monsters (And Super Creeps) – 3:42
13. Rebel Rebel – 2:24

CD 2
1. White Light/White Heat – 5:36
2. Station To Station – 8:58
3. Cracked Actor – 3:58
4. Ashes to Ashes – 3:51
5. Space Oddity/Band Introduction – 6:32
6. Young Americans – 5:25
7. Fame – 5:36
8. Modern Love – 3:54

## Video
Serious Moonlight è un film concerto di David Bowie. L'esibizione venne filmata a Vancouver il 12 settembre 1983, nel corso di una data del "Serious Moonlight Tour"; il video fu pubblicato in videocassetta e laserdisc nel 1984 e successivamente in DVD nel 2006.